# Gozzadini (famiglia)

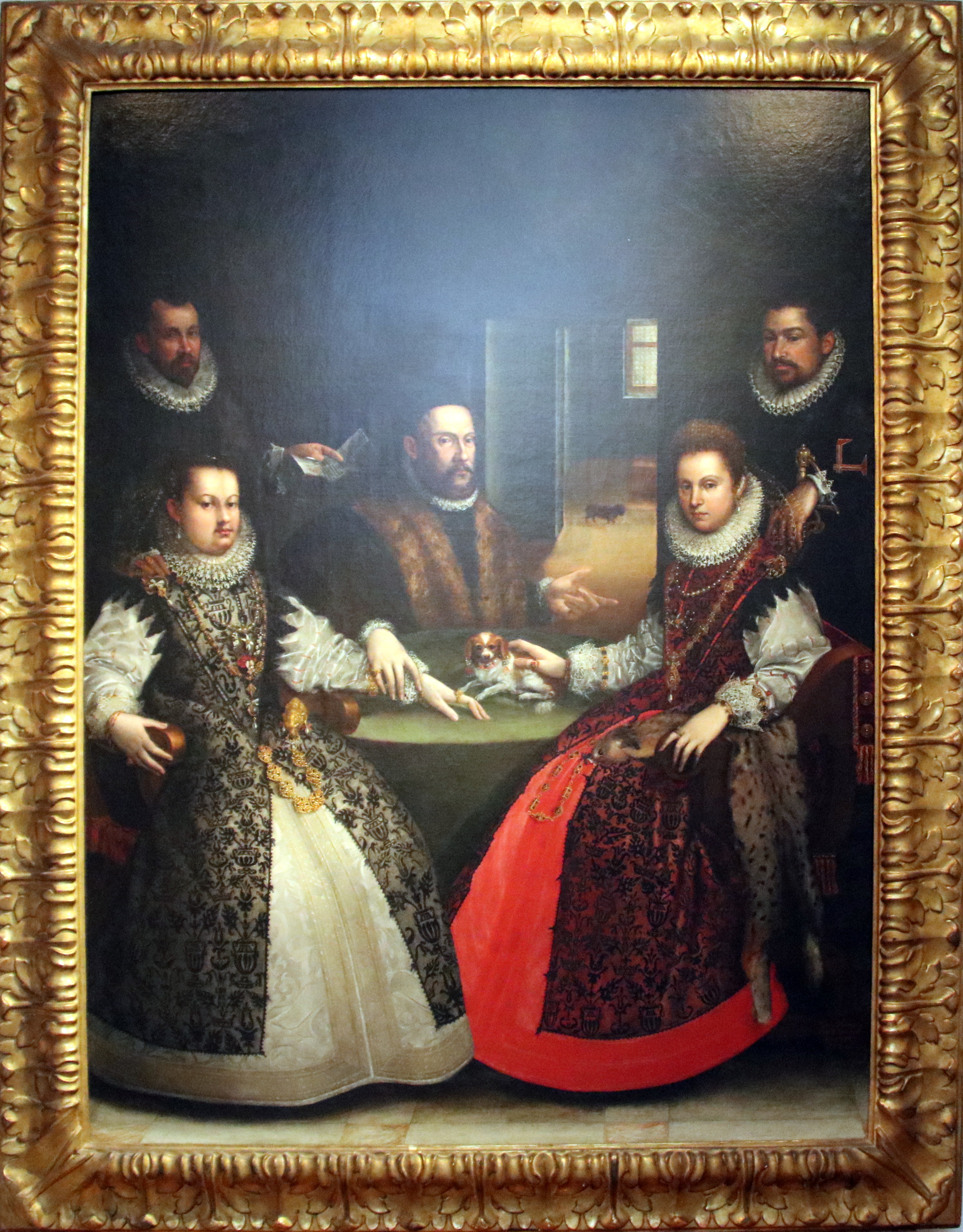
Lavinia Fontana, La famiglia Gozzadini (1583). Tela conservata presso la Pinacoteca nazionale di Bologna.

I Gozzadini sono una famiglia bolognese nota nella storia della città a partire dal XII secolo, sia per l'attività bancaria e commerciale dei suoi esponenti, sia perché diversi di loro ricoprirono importanti cariche pubbliche e religiose. Il nome dei Gozzadini è legato alla scoperta della cultura villanoviana, che rappresenta la prima fase di formazione degli Etruschi, avvenuta a Villanova di Castenaso, nei pressi di Bologna, nel 1853.

## Rami familiari ed esponenti
Furono una famiglia guelfa di origini popolari, fedeli alla fazione dei Geremei.
Vantano tra gli esponenti:
- Enrico di Castellano Gozzadini (sec. XIII).
- Marco Antonio Gozzadini, (sec. XVII): nominato cardinale da suo zio Papa Gregorio XV.
- Ignazio Gozadinos, (sec. XVII): presbitero greco.
- Ulisse Giuseppe Gozzadini, (sec. XVIII): cardinale e vescovo di Imola.
- Giovanni Gozzadini, senatore del Regno, nel 1840 aveva sposato la patriota del Risorgimento italiano Maria Teresa Serego degli Alighieri.
- Anna Gozzadina Gozzadini, figlia di Giovanni e Maria Teresa, lasciò una parte dell'ingente eredità agli ospedali di Bologna.[8]

I Gozzadini figurano a Bologna nell'intestazione di un viale e di un asilo nido d'infanzia. L'Ospedale Gozzadini, oggi incluso nel Policlinico Sant'Orsola-Malpighi, prese il nome in seguito alla donazione fatta nel 1908 dalla contessa Gozzadini e consorte. Esso divenne la Clinica Pediatrica dell'Università.
La famiglia si divise in vari rami a Ferrara, a Rimini, in Friuli e in Grecia.

### Ramo greco
Enrico di Castellano Gozzadini si trasferì a Negroponte (Grecia) nel 1238, originando quel ramo della famiglia che regnerà sulle isole egee di Nanfio (Anafi), Termia, Sifanto (Siphno) e Ceos, signorie appartenenti all'Impero Latino e agli stati suoi eredi (Repubblica di Venezia, principato d'Acaia, ecc.). I membri di questo ramo greco resteranno in possesso delle loro signorie, sotto sovranità e protezione veneziana, per molti secoli: Angelo V (morto dopo il 1649) sarà anzi l'ultimo signore latino ad essere cacciato dai turchi Ottomani dalla Grecia, nel 1617, allorché è deposto dalla sua signoria di Sifanto. Si sa che i suoi nipoti Jacopo, Januli e Crusino ebbero discendenti rimasti nelle isole egee, ma non si hanno ulteriori dettagli.

## Etimologia
Da gozzarino o gozzalino: la parte dell'armatura medievale che difende la gola.

## Varianti
Gozzalino (attualmente rappresentato da due dozzine di nuclei distribuiti in Piemonte).